# Tricholaema leucomelas
Tricholaema leucomelas là một loài chim trong họ Lybiidae.